# دانشکدگان فارابی دانشگاه تهران
دانشکدگان فارابی دانشگاه تهران که دانشکده‌های فارابی دانشگاه تهران هم نامیده می‌شود، یکی از کالج‌های دانشگاه تهران است که در رشته‌های مدیریتی، حقوقی، مهندسی، فلسفی و اسلامی دانشجو پذیرش می‌کند. اگرچه این دانشکدگان، قدیمی‌ترین مؤسسه آموزش عالی در استان قم محسوب می‌شود، اما دانشجویانش قادر به پاس کردن برخی از دروس، از جمله دروس عمومی در سایر دانشکده‌های دانشگاه تهران که در شهر تهران واقع شده‌اند، می‌باشند. دانشکدگان فارابی شامل چهار دانشکده الهیات، مدیریت و حسابداری، حقوق، مهندسی است و بیش از ۴۳۰۰ دانشجو در این مجموعه مشغول به تحصیل هستند. قبلاً نام این دانشکدگان، پردیس فارابی بود اما در سال ۱۴۰۰، عناوین تمام پردیس‌های غیرخودگردان دانشگاه تهران مانند پردیس‌های فنی، هنر، ابوریحان، فارابی، کشاورزی و… که پذیرای دانشجویان نوبت روزانه (آموزش رایگان) بودند؛ همگی از «پردیس» به «دانشکدگان» تغییر نام یافتند تا میان این مجموعه‌های دانشگاهی روزانه و رایگان با پردیس‌های بین‌المللی و خودگردان (برای دانشجویان شهریه‌پرداز) تمایز ایجاد شود؛ لذا از آن تاریخ، پردیس فارابی نیز که مجموعه‌ای از دانشکده‌های دانشگاه تهران بود؛ به دانشکدگان فارابی دانشگاه تهران تغییر نام یافت تا برخی تصورات اشتباه مبنی بر شهریه‌پردازبودن این دانشکدگان و یکسان قلمدادشدنش با پردیس‌های خودگردان دانشگاه تهران، از بین برود.

## فارغ‌التحصیلان نام‌آور
کالج فارابی که یکی از بزرگ‌ترین و مهم‌ترین زیرمجموعه‌های دانشگاه تهران و محل تحصیل برخی از فارغ‌التحصیلان نام‌آور دانشگاه تهران از جمله عادل فردوسی پور، محمد مقیمی (رئیس دانشگاه تهران)، محسن برهانی و… بوده است.

## تاریخچه
دانشکدگان فارابی دانشگاه تهران در تاریخ ۲۱/‏۰۷/‏۱۳۴۹‬ در شهر قم تأسیس شد و به عنوان کهن‌ترین مرکز آموزش عالی استان قم به‌شمار می‌رود. بنیان‌گذار این مجموعه دانشگاهی آقای دکتر «محمد حسین ضیایی بیگدلی» است. این مجموعه دانشگاهی تاکنون چند بار تغییر نام داده است. دانشکدگان فارابی نخست با نام «مدرسه عالی امور قضائی و اداری»، در خیابان ایستگاه آغاز به کار کرد و از سال ۱۳۵۳ در محل فعلی مستقر گردید. بر اساس ماده اول اساسنامه مدرسه عالی امور قضائی و اداری، هدف از تأسیس این مدرسه «تأمین نیازمندی‌های نیروی انسانی آزموده و کمک به ارتقای توان علمی و فرهنگی کشور از طریق فراهم آوردن موجبات و وسایل شایسته آموزشی و پژوهشی» ذکر شده است. همچنین بر اساس‌نامه شماره ۲۸۴۸۴/۳۲، مورخ ۱۲/‏۱۱/‏۱۳۵۶‬ دبیرکل شورای مرکزی دانشگاه‌ها و مؤسسات آموزش عالی، هدف از ایجاد این مدرسه عالی «تأثیر نیروی انسانی در سطح میانه برای ایجاد امور دفاتر حقوقی و دادگاه‌ها و دفاتر اسناد رسمی» بوده است. مقطع اولیه تحصیل در این مدرسه کاردانی بوده و در سال ۱۳۵۱، هیئت امنا ارتقای این مقطع را به لیسانس در دستور کار قرار می‌دهد و در سال ۱۳۵۴ (سه سال از تاریخ تصویب) متقاضی تغییر عنوان لیسانس خدمات شهری به لیسانس قضائی می‌گردد (استناد این تقاضا همسانی برنامه‌های درسی این مدرسه با برنامه درسی دانشگاه تهران بوده است). در سال ۱۳۵۴ با تلاش مسئول وقت مدرسه، این مدرسه به دانشگاه تهران واگذار می‌شود. از آن پس، این مدرسه در مقطع کارشناسی به پذیرش دانشجو در دو رشته حقوق قضائی و مدیریت دولتی اقدام می‌کند. شورای گسترش آموزش عالی در یکصد و هشتادمین جلسه خود که در تاریخ ۲۵/‏۱۲/‏۱۳۵۵‬ تشکیل شد، با تغییر اداره آن از غیردولتی به دولتی و تغییر نام آن از مدرسه عالی امور قضائی و اداری به «مجتمع آموزش عالی قم» موافقت کرد. البته نام این مجموعه در سال ۱۳۸۳ به «پردیس قم دانشگاه تهران» تغییر یافت (که بعداً باتوجه به ایجاد پردیس‌های خودگردان، نام این مجموعهٔ آموزشی دولتی که پذیرای دانشجویان نوبت روزانه (آموزش رایگان) بود، به دانشکدگان فارابی تغییر یافت تا میان این مجموعهٔ دانشگاهی روزانه با پردیس‌های خودگردان تمایز ایجاد شود). روند رو به رشد دانشکدگان فارابی به صورت نسبی، تا زمان انقلاب فرهنگی ادامه داشت. پس از آن به دلایلی که ریشه در اوضاع و احوال زمان پس از هر انقلاب دارد، دچار رکود شد اما پس از پشت سر گذاشتن این دوره بحرانی، از سال ۱۳۶۵ به بعد، روند مناسب و معقولی در بهبود اوضاع آموزشی، رفاهی و عمرانی دانشکدگان فارابی آغاز گردید. در این سال شمار دانشجویان به پانصد نفر افزایش یافت. از همین سال به بعد، اقداماتی برای افزایش رشته‌ها و تعداد دانشجویان و نیز جذب دانشجو به صورت آموزش‌های آزاد انجام شد؛ به گونه‌ای که در سال‌های بعد علاوه بر افزایش دانشجو، رشته‌های دانشکدگان فارابی، از دو رشته حقوق قضائی و مدیریت دولتی به پنج رشته در مقطع کارشناسی (حقوق، مدیریت، فلسفه، ادبیات عرب و الهیات) افزایش یافت. همچنین مقطع کارشناسی ارشد و دکتری نیز به مقاطع پیشین دانشکدگان فارابی افزوده شد. در طول سال‌های ۶۵ تا ۷۵ دانشکدگان فارابی اقدام به خرید زمین‌های اطراف و نیز تغییر کاربری آنها نمود؛ به طوری که وسعت آن از حدود ۳۰ هزار متر به ۹۰ هزار متر، و تا پایان دهه ۹۰ به ۱۲۰ هزار متر افزایش یافت. این روند تا سال ۱۳۹۱ ادامه داشت و از این سال به بعد، بر رشته‌ها و مقاطع دانشکدگان فارابی، به ویژه در مقاطع تحصیلات تکمیلی و آموزش‌های مجازی به شدت افزوده شد. همچنین در سال ۱۳۹۲ به منظور ارج نهادن به مقام والای فارابی، اندیشمند مسلمان و برجسته ایرانی و حفظ و پاسداری از میراث ملی و معنوی ایران، این مجموعه به نام این فیلسوف نامور آراسته شد.

## فضاهای آموزشی و فیزیکی
مؤسسات آموزشی را باید در شمار سازمان‌هایی دانست که نیازمند فضای درخور و مناسب خاص خود هستند. هر چند آموزش صحیح رکن اصلی محیط‌های آموزشی است اما جامه عمل پوشاندن به این مهم، نیازمند فضایی است که آموزش در آنهمراه با آرامش و امنیت محقق گردد. فضاهای آموزشی نیازمند رعایت استانداردهایی است که آموزش را به شکلی مطلوب ممکن سازد. تعداد کلاس‌ها، مساحت مکفی آنها، نور مناسب و سایر موارد از جمله نکاتی است که در گام نخست باید با ریزسنجی و دقت رعایت شود. این در حالی است که دانشگاه‌ها و مؤسسات آموزش عالی به شکلی خاص به فضاهایی نیاز دارد که ورای کلاس‌های آموزشی و فضای اداری است. این فضاها شامل سالن‌های مجهز مطالعه، سالن‌ها و زمین‌های ورزشی، خوابگاه دانشجویان و سایر ساختمان‌هایی است که دانشگاه و مؤسسات آموزش عالی را نسبت به سایر سازمان‌ها ممتاز می‌کند. در اینجا به بخشی از این امکانات ساختمانی و فضاهای موجود در دانشکدگان فارابی اشاره می‌شود.

### سردر اصلی
در همه سازمان‌ها معماری سردر ورودی شناساننده هویت و کارکرد آن سازمان است. طراحی سردر اصلی دانشکدگان فارابی دانشگاه تهران در سال ۱۳۸۰ با تلفیق نماد حوزه علمیه قم و دانشگاه تهران (محراب و کتاب) آغاز شد. سازه آن از نوع بتن آرمه نمایان و شامل چهار یال بتنی، هر یک به دهانه ۵ متر و ارتفاع ۱۰ متر است و در مجموع بیانگر پیوند دین و دانش است. این سازه در سال ۱۳۸۱ به بهره‌برداری رسید.

### ساختمان مرکزی
این ساختمان در سال ۱۳۸۲ با زیربنای ۳۲۵۰ مترمربع در چهار طبقه به بهره‌برداری رسیده است. در طبقه اول آن حوزه ریاست و در طبقات دوم و سوم حوزه‌های معاونت‌های علمی و اجرایی استقرار یافته‌اند. این ساختمان از طبقات همکف از طریق راهرو ارتباطی به ساختمان دانشکده حقوق و در طبقه دوم به ساختمان حوزه ریاست، روابط عمومی و تالار استاد مطهری متصل شده است.

### فضای سبز
با توجه به شرایط آب و هوای گرم و خشک قم و نقش فضای سبز و گیاهان بر آرامش روانی انسان‌ها، تلطیف هوای محیط و ایجاد و حفظ فضای سبز یکی از اولویت‌های اساسی دانشکدگان فارابی است. در حال حاضر وسعت تقریبی فضای سبز دانشکدگان فارابی برابر شش هکتار (۵۵ درصد) مساحت سایت اصلی دانشکدگان فارابی است. برای صرفه جویی در مصرف آب نیز از سیستم آبیاری قطره ای و مکانیزه در بخش اعظم این فضا استفاده شده است.

### ساختمان دانشکده حقوق
این ساختمان در سال ۱۳۷۶ با زیربنای ۱۳۵۰ مترمربع در دو طبقه به بهره‌برداری رسیده است. کلاس‌های درس و سالن دفاع از پایاننامه‌های دانشکده حقوق در این ساختمان قرار دارد.

### ساختمان دانشکده مدیریت و حسابداری
این ساختمان شامل بنایی پنج طبقه با معماری و تجهیزات مدرن با زیربنای ۵۶۰۰ مترمربع است که علاوه بر فضاهای اداری و کلاس، دارای چند سالن مخصوص جلسات، به ویژه جلسات دفاع از پایان‌نامه‌های تحصیلات تکمیلی می‌باشد.

### ساختمان دکتر ضیایی بیگدلی (دانشکده مهندسی)
این ساختمان در سال ۱۳۵۳ با زیربنای ۵۵۰۰ مترمربع در دو طبقه به بهره‌برداری رسیده و قدیمی‌ترین ساختمان دانشکدگان فارابی است. در سال ۱۳۶۸ بنای یک طبقه و به مساحت ۲۰۰ مترمربع به آن افزوده شده است. در حال حاضر بخش عمده این ساختمان مورد استفاده دانشکده مهندسی است. این ساختمان شامل فضاهای اداری، اتاق کار اساتید، کلاس‌های درس، تالار فرهنگ و… است و به منظور رفاه حال جانبازان و معلولان به یک دستگاه آسانسور مجهز گردیده است. گفتنی است تالار فرهنگ به عنوان بزرگ‌ترین تالار دانشکدگان فارابی با ظرفیت ۶۰۰ نفر در این ساختمان قرار دارد که در سال ۱۳۹۳ به بهره‌برداری رسیده است.

### حوزه ریاست و سالن جلسات
این ساختمان با زیربنای ۴۷۰ مترمربع به صورت دو سوله مجزا در سال ۱۳۸۶ به بهره‌برداری رسیده است. یکی از سوله‌ها با زیربنای ۲۰۰ مترمربع به حوزه ریاست دانشکدگان فارابی اختصاص دارد و از دستگاه فن کوئل برای سرمایش و گرمایش آن استفاده می‌شود. سوله دوم با زیربنای ۲۷۰ مترمربع به سالن جلسات (تالار استاد مطهری) اختصاص دارد که شامل سالن اصلی جلسات ۷۰ نقره و اتاق‌های انتظار است و از سیستم پکیج برای سرمایش و گرمایش آن استفاده شده است.

### ساختمان کتابخانه مرکزی و انفورماتیک و مرکز آموزش‌های الکترونیکی
این ساختمان در سال ۱۳۸۱ با زیربنای ۳۴۲۰ مترمربع به بهره‌برداری رسیده است. اسکلت ساختمان از نوع بتنی با نمای آجری بوده و از سیستم چیلر و هواساز برای سرمایش و گرمایش آن استفاده می‌شود که شامل تالارهای مطالعه، مخزن کتاب، مرکز آموزش‌های الکترونیکی، مرکز انفورماتیک و… می‌باشد.

### ساختمان تالارهای دانشکدگان فارابی
این ساختمان در سال ۱۳۸۱ با زیربنای ۱۰۲۵ مترمربع در دو طبقه به بهره‌برداری رسیده است که شامل دو تالار (تالار امام خمینی (ره) با گنجایش ۲۸۰ نفر و تالار دکتر کی نیا با گنجایش ۱۳۰ نفر) و مرکز مشاوره است. اسکلت آن از نوع بتنی با نمای آجری بوده و از سیستم چیلر و هواساز برای سرمایش و گرمایش آن استفاده می‌شود.

### سلف سرویس
این ساختمان در سال ۱۳۷۸ با زیربنای ۲۲۵۰ مترمربع در یک طبقه به بهره‌برداری رسیده است که شامل سالن‌های غذاخوری جداگانه برای اساتید و کارکنان، دانشجویان پسر و دختر، سالن طبخ غذا، انبارهای نگهداری مواد غذایی، سردخانه، سالن ظرفشویی، اتاق کارکنان، بوفه و سرویس‌های بهداشتی است. اسکلت آن از نوع بتنی با نمای آجری بوده و از سیستم ایرواشر برای سرمایش و گرمایش آن استفاده می‌شود.

### خوابگاه‌ها
دانشکدگان فارابی دارای سه خوابگاه برای برادران و دو خوابگاه برای خواهران است.
1. خوابگاه پسرانه دانش: ۳۳۵۰ مترمربع، ۴ طبقه، ۶۴ اتاق با گنجایش ۳۰۰ نفر.
2. خوابگاه پسرانه اندیشه: ۳۳۵۰ مترمربع، ۴ طبقه، ۶۴ اتاق با گنجایش ۳۰۰ نفر (جنب خوابگاه دانش).
3. خوابگاه پسرانه حکمت (س): ۱۷۵۳ مترمربع، ۳ طبقه، ۳۷ اتاق با گنجایش ۲۰۰ نفر.
4. خوابگاه خواهران- حضرت معصومه (س): ۳۷۵۰ مترمربع، ۳ طبقه، ۶۶ اتاق با گنجایش ۳۰۷ نفر.
5. خوابگاه خواهران- حضرت زهرا (س): ۴۳۰۰ متر مربع، ۳ طبقه، ۷۵ اتاق با گنجایش ۳۷۰ نفر.

### مسجد امام علی (ع)
این ساختمان در سال ۱۳۸۴ با زیربنای ۷۵۰ مترمربع به بهره‌برداری رسیده است که شامل شبستان اصلی، آبدارخانه، ایوان مسقف، سرویس‌های بهداشتی و وضوخانه است.

### سالن ورزش ۲۲ بهمن
این ساختمان در سال ۱۳۸۲ با زیربنای ۷۰۰ مترمربع به بهره‌برداری رسیده است که شامل یک سالن سرپوشیده دارای کف پوش و مناسب برای ورزش‌های والیبال، بسکتبال، بدمینتون و فوتسال، سکوی ۱۰۰ نفره تماشاچیان، فضای اداری رختکن و سرویس‌های بهداشتی است.

### مجتمع ورزشی شهدای دانشکدگان فارابی
این مجتمع، سالنی سرپوشیده با زیربنای ۲۶۰۰ مترمربع است که دارای زمین استاندارد فوتسال، والیبال، هندبال، بسکتبال، بدمینتون، کشتی، وزنه‌برداری، بدن سازی، تجهیزات ورزشی، بخش اداری، کلاس‌های تدریس، جایگاه ۲۲۰ نفری همراه با سرویس‌های بهداشتی، حمام و رختکن است. زمان بهره‌برداری کامل این مجتمع سال ۱۳۸۷ بوده است.

### زمین چمن مصنوعی و پیست دوچرخه سواری
این فضا شامل دو زمین چمن مصنوعی استاندارد در ابعاد ۲۵×۴۰ مترمربع دارای سیستم روشنایی با نورافکن همراه با جایگاه تماشاگران به ظرفیت ۴۰ صندلی و پیست دوچرخه سواری دراطراف زمین چمن است. زمان بهره‌برداری از این مجموعه آبان ۱۳۹۲ بوده است.

### زمین چمن طبیعی
دانشکدگان فارابی دارای زمین چمن طبیعی فوتبال در ابعاد ۵۴×۹۰ مترمربع است. این زمین دارای مخازن سیستم پمپاژ آب برای آبیاری زمین و فضای روباز آسفالته ورزشی با ۲۲۰۰ مترمربع همراه با پیست دو و میدانی است. زمان بهره‌برداری از این مجموعه سال ۱۳۸۲ بوده است.

### استخر سرپوشیده خلیج فارس
استخر سرپوشیده با زیربنای ۱۸۰۰ مترمربع در ابعاد ۱۲×۲۵ مترمربع دارای سونا، جکوزی، کافی شاپ، رختکن، سرویس بهداشتی که عملیات ساختمانی آن از تابستان ۱۳۹۳ آغاز شده است. و در سال ۱۳۹۵ به بهره‌برداری رسیده است.

### آزمایشگاه زبان و رایانه
این آزمایشگاه دو منظوره مجهز به ۴۰ کابین مجزای متصل به اینترنت است. هر کابین شامل یک دستگاه رایانه به همراه گوشی و تجهیزات مورد نیاز برای برگزاری کلاس‌های آموزش زبان است. این آزمایشگاه برای برگزاری کلاس‌های آموزش زبان، رایانه و هر دوره یا کارگاه آموزشی که کاربر همزمان با مدرس دوره نیاز به دسترسی به رایانه و اینترنت دارد، قابل استفاده است.

### یادمان شهدا
یکی از فضاهای مقدس دانشکدگان فارابی که در مرکز محوطه دانشکدگان فارابی قرار گرفته است، یادمان شهدا است. این یادمان به منظور گرامیداشت یاد و خاطره شهدای ایران زمین، به ویژه شهدای دانشگاه و همچنین شهدای گمنام ایجاد شده است.
همچنین گفتنی است که دانشکدگان فارابی، با تقدیم ۱۴ شهید، در دفاع مقدس ملت ایران سهیم بوده است. از این میان، دو نفر از کارکنان دانشکدگان فارابی و ۱۲ نفر از دانشجویان دانشکدگان فارابی بوده‌اند که نام این عزیزان بدین شرح است:
1. شهید صفرعلی گائینی (کارمند)
2. شهید احمد دهقانی آرانی (کارمند)
3. شهید علی دلاوری (دانشجو)
4. شهید عبدالله جاوید (دانشجو)
5. شهید محمدحسن محمدی (دانشجو)
6. شهید محمدباقر نادم شفیعی (دانشجو)
7. شهید مجتبی نافه (دانشجو)
8. شهید مرتضی جلالیان (دانشجو)
9. شهید محمدرضا زارعیان (دانشجو)
10. شهید میرمرتضی زمانی ثانی (دانشجو)
11. شهید محمود موحدی (دانشجو)
12. شهید مهدی رغبتی (دانشجو)
13. شهید مرتضی شفیعی (دانشجو)
14. شهید رحیم بیناتی (دانشجو)

گفتنی است در آذرماه ۱۳۹۱ پیکر مطهر یکی از شهدای گمنام تشییع و در دانشکدگان فارابی به خاک سپرده شد و یادمان شهدا بر مزار این شهید گمنام بنا شده است.

## رشته‌ها[۱۸]

### رشته‌ها و مقاطع تحصیلی دانشکده الهیات
1. کارشناسی
  1. زبان و ادبیات عربی
  2. علوم قرآن
  3. فقه
  4. فلسفه
2. مقطع کارشناسی ارشد (حضوری)
  1. ادیان و عرفان
  2. زبان و ادبیات عربی
  3. شیعه‌شناسی
  4. شیعه‌شناسی (گرایش تاریخ تشیع)
  5. علوم قرآن
  6. فقه
  7. فلسفه
  8. فلسفه اسلامی
  9. فلسفه دین
  10. کلام
  11. امامیه
  12. مترجمی زبان عربی
3. مقطع کارشناسی ارشد (مجازی)
  1. ادیان وعرفان
  2. زبان و ادبیات عربی
  3. علوم قرآن
  4. فقه
4. مقطع دکتری
  1. زبان و ادبیات عربی
  2. علوم قرآن
  3. فقه
  4. فلسفه
  5. فلسفه اسلامی
  6. فلسفه دین
  7. کلام امامیه
  8. مدرسی معارفی

### رشته‌ها و مقاطع تحصیلی دانشکده حقوق
1. کارشناسی
  1. حقوق
2. مقطع کارشناسی ارشد (حضوری)
  1. حقوق عمومی
  2. حقوق بین‌الملل
  3. فقه و حقوق اقتصادی
  4. حقوق نفت و گاز
  5. حقوق جزا و جرم‌شناسی
  6. حقوق تجارت بین‌الملل
  7. حقوق ثبت اسناد و املاک
  8. حقوق مالکیت فکری
  9. حقوق خصوصی
  10. حقوق قانون گذاری
3. مقطع کارشناسی ارشد (مجازی)
  1. حقوق عمومی
  2. حقوق بین‌الملل
  3. حقوق نفت و گاز
  4. حقوق جزا و جرم‌شناسی
  5. حقوق تجارت بین‌الملل
  6. حقوق ثبت اسناد و املاک
  7. حقوق مالکیت فکری
  8. حقوق خصوصی
4. مقطع دکتری
  1. حقوق عمومی
  2. حقوق بین‌الملل
  3. حقوق نفت و گاز
  4. حقوق جزا و جرم‌شناسی
  5. حقوق خصوصی

### رشته‌ها و مقاطع تحصیلی دانشکده مدیریت و حسابداری
1. کارشناسی
  1. مدیریت مالی
  2. حسابداری
  3. مدیریت بازرگانی
  4. مدیریت دولتی
2. مقطع کارشناسی ارشد (حضوری)
  1. MBA (استراتژی)
  2. MBA (بازاریابی)
  3. MBA (سیستم‌ها)
  4. MBA (مدیریت بازاریابی)
  5. MBA (مدیریت بازاریابی)
  6. MBA (مدیریت سیستم‌های اطلاعاتی)
  7. آمایش سرزمین
  8. حسابداری
  9. روان‌شناسی (بالینی)
  10. کارآفرینی (سازمانی)
  11. کارآفرینی (کسب و کار)
  12. کارآفرینی (کسب و کار جدید)
  13. کسب و کار (استراتژی)
  14. کسب و کار (بازاریابی)
  15. کسب و کار (سیستم‌ها)
  16. مدیریت (مدیریت رفتاری)
  17. مدیریت (مدیریت منابع انسانی)
  18. مدیریت اجرایی (استراتژیک)
  19. مدیریت اجرایی (استراتژیک و بازاریابی)
  20. مدیریت اجرایی (بازاریابی)
  21. مدیریت آموزشی
  22. مدیریت بازرگانی (بازاریابی)
  23. مدیریت بازرگانی (بازاریابی بین‌الملل)
  24. مدیریت بازرگانی (بازرگانی بین‌الملل)
  25. مدیریت بازرگانی (بازرگانی داخلی)
  26. مدیریت بازرگانی
  27. مدیریت بازرگانی (بیمه)
  28. مدیریت بازرگانی (تحول)
  29. مدیریت بازرگانی (سیاستگذاری بازرگانی)
  30. مدیریت تکنولوژی (سیاستهای تحقیق و توسعه)
  31. مدیریت تکنولوژی (مدیریت تحقیق و توسعه)
  32. مدیریت تکنولوژی (مدیریت نوآوری)
  33. مدیریت جهانگردی (بازاریابی)
  34. مدیریت دولتی
  35. مدیریت دولتی (تشکیلات و روش‌ها)
  36. مدیریت دولتی (تصمیم‌گیری و خط مشی گذاری عمومی)
  37. مدیریت دولتی (تطبیقی و توسعه)
  38. مدیریت دولتی (سیستم‌های اطلاعاتی)
  39. مدیریت دولتی (مدیریت تحول)
  40. مدیریت دولتی (منابع انسانی)
  41. مدیریت دولتی (نیروی انسانی)
  42. مدیریت رسانه
  43. مدیریت شهری
  44. مدیریت صنعتی (تحقیق در عملیات)
  45. مدیریت صنعتی (تولید و عملیات)
  46. مدیریت فناوری اطلاعات (سیستم‌های اطلاعاتی پیشرفته)
  47. مدیریت فناوری اطلاعات (کسب و کار الکترونیکی)
  48. مدیریت (تحقیق در عملیات)
  49. مدیریت (تولید و عملیات)
  50. مدیریت (سیستم‌ها)
  51. مدیریت مالی
  52. مدیریت منابع انسانی (استراتژیک منابع انسانی)
  53. مدیریت منابع انسانی (عملکرد و بهره‌وری)
  54. مدیریت منابع انسانی (منابع انسانی اسلامی)
  55. مدیریت ورزشی (مدیریت اماکن و تأسیسات ورزشی)
  56. مدیریت ورزشی (مدیریت بازاریابی در ورزش)
  57. مدیریت ورزشی (مدیریت ورزشی)
3. مقطع کارشناسی ارشد (مجازی)
  1. MBA
  2. حسابداری
  3. کارآفرینی
  4. کسب و کار
  5. مدیریت اجرایی
  6. مدیریت آموزشی
  7. مدیریت بازرگانی
  8. مدیریت تکنولوژی
  9. مدیریت جهانگردی
  10. مدیریت دولتی
  11. مدیریت رسانه
  12. مدیریت شهری
  13. مدیریت صنعتی
  14. مدیریت فناوری
  15. مدیریت مالی
  16. مدیریت منابع انسانی
  17. مدیریت ورزشی
4. مقطع دکتری
  1. حسابداری
  2. مدیریت مالی
  3. مهندسی مالی
  4. مدیریت بازرگانی (سیاستگذاری بازرگانی)
  5. مدیریت بازرگانی (بازاریابی)
  6. مدیریت دولتی (تصمیم‌گیری و خط مشی گذاری عمومی)
  7. مدیریت دولتی (تطبیقی و توسعه)
  8. مدیریت دولتی (منابع انسانی)
  9. مدیریت دولتی (تصمیم‌گیری و خط مشی گذاری عمومی)
  10. کارآفرینی (کسب و کار)
  11. مدیریت رسانه
  12. مدیریت آموزشی
  13. مدیریت تکنولوژی (مدیریت نوآوری)
  14. مدیریت تکنولوژی (مدیریت تحقیق و توسعه)
  15. مدیریت تکنولوژی (مدیریت نوآوری)
  16. مدیریت ورزشی (مدیریت ورزشی)
  17. مدیریت (تحقیق در عملیات)
  18. مدیریت (سیستم‌ها)
  19. مدیریت (مدیریت رفتاری)
  20. مدیریت (مدیریت منابع انسانی)

### رشته‌ها و مقاطع تحصیلی دانشکده مهندسی
1. کارشناسی
  1. مهندسی کامپیوتر
  2. مهندسی صنایع
2. مقطع کارشناسی ارشد (حضوری)
  1. مهندسی کامپیوتر – هوش مصنوعی و رباتیک
  2. مهندسی فناوری اطلاعات
  3. مهندسی صنایع – بهینه‌سازی سیستم‌ها
  4. مهندسی صنایع – لجستیک و زنجیره تأمین
  5. مهندسی معماری

## مجلات
- پژوهش‌های فقهی
- فلسفه دین
- پژوهش‌نامه تفسیر کلامی قرآن
- مجلة الغة العربیه و أدبها
- حقوق خصوصی
- مدیریت فرهنگی سازمانی
- آمایش سرزمین
- International Islamic Studies
- Iranian journal of management studies[۱۹][۲۰]